# デヴィッド・カスタニェーダ
デヴィッド・カスタニェーダ（英: David Castañeda, 1989年10月24日 - ）は、アメリカ合衆国の俳優。2019年、Netflixシリーズ『アンブレラ・アカデミー』でディエゴ・ハーグリーブズ役を演じた。

## 生い立ち
カスタニェーダはロサンゼルスで生まれ、メキシコ、シナロア州で育った。14歳の時、アメリカに戻りカリフォルニア州のウィリアム・ウォークマン高校に入学。大学卒業後は家業を継ぐため、最初は土木工学を専攻したが、次第に映画監督に興味を抱き始め、2007年にカリフォルニア州立大学フラトン校に入学し、映画制作と国際ビジネスを学んだ。その後、俳優になることを目指し演者のオーディションを受け始め、パートで演技の勉強をし、2015年に大学を卒業した。

## キャリア
カスタニェーダは17歳の頃から演技に携わっていたが、自分の演技により責任感を持つようになったのは、大学在学中にセミナーの監督が映画出演者を募集した際、彼が志願した時だという。
NBC国際短編映画際で観客賞を受賞した短編映画『Maddoggin』では主人公を演じ、また『エンド・オブ・ウォッチ』などの作品で脇役を務めた。2013年にはABCファミリーのテレビシリーズ『スイッチ 〜運命のいたずら〜』でジョージ役として出演。2018年に公開された映画『ボーダーライン: ソルジャーズ・デイ』にヘクター役で出演した。また、自主映画『エル・チカーノ　レジェンド・オブ・ストリート・ヒーロー』で主要人物として出演し、ジャン＝クロード・ヴァン・ダムの『ネバー・ダイ 決意の弾丸』で脇役としてでるほか、ビリー・クリスタルの『Standing Up, Falling Down』などでは主役でないものも数多く演じた。また、2019年2月にNetflixにて配信された『アンブレラ・アカデミー』でディエゴ・ハーグリーブズ役を演じた。

## 出演作品

### 映画
| 年     | 題名                                                                     | 役名                 | 備考           |
| ------ | ------------------------------------------------------------------------ | -------------------- | -------------- |
| 2009年 | Drive-By Chronicles: Sidewayz                                            | Saul                 |                |
| 2011年 | Maddoggin                                                                | Pedro González       | 短編映画       |
| 2012年 | エンド・オブ・ウォッチ End of Watch                                      | メキシコのカウボーイ |                |
| 2015年 | フリークス・シティ Freaks of Nature                                      | Tony Cerone          |                |
| 2015年 | Human Behavior                                                           | Mark                 | 短編映画       |
| 2016年 | Love Sanchez                                                             | Rene                 |                |
| 2017年 | The Ascent                                                               | Louis Medina         |                |
| 2017年 | Corrida                                                                  | Jefe                 | 短編映画       |
| 2017年 | Why?                                                                     | He                   | 短編映画       |
| 2018年 | ボーダーライン: ソルジャーズ・デイ Sicario: Day of the Soldado           | ヘクター             |                |
| 2018年 | エル・チカーノ レジェンド・オブ・ストリート・ヒーロー El Chicano         | ショットガン         |                |
| 2019年 | Standing Up, Falling Down                                                | Ruis                 |                |
| 2019年 | ネバー・ダイ 決意の弾丸 We Die Young                                     | リンコン             |                |
| 2020年 | L.A.スクワッド The Tax Collector                                         | Vargas               | 日本劇場未公開 |
| 2021年 | THE GUILTY/ギルティ The Guilty                                           | ティム               |                |
| 2025年 | バレリーナ:The World of John Wick From the World of John Wick: Ballerina | TBA                  |                |
| TBA    | Splitsville                                                              |                      |                |

### テレビシリーズ
| 年              | 題名                                               | 役名                     | 備考                                       |
| --------------- | -------------------------------------------------- | ------------------------ | ------------------------------------------ |
| 2009年          | ライ・トゥ・ミー 嘘は真実を語る Lie to Me          | ボーイフレンド           | シーズン2第3話「命の値段」                 |
| 2009年、2012年  | サウスランド Southland                             | Tough Kid、Carlos        | 計2話出演                                  |
| 2014年          | スイッチ 〜運命のいたずら〜 Switched at Birth      | Jorge Castillo           | 計7話出演                                  |
| 2014年 - 2015年 | ジェーン・ザ・ヴァージン Jane the Virgin           | Nicholas                 | 計3話出演                                  |
| 2015年          | Bound and Babysitting                              | Eddie                    | テレビ映画                                 |
| 2015年          | ザ・プレイヤー〜究極のゲーム〜 The Player          | リスト                   | 第8話「二人が勝利の鍵だ」                  |
| 2016年          | ブラインドスポット タトゥーの女 Blindspot          | カルロス                 | シーズン1第21話「仕組まれた罠」            |
| 2016年          | Going Dark                                         | Sam                      | パイロット版で打ち切り                     |
| 2017年          | The Legend of Master Legend                        | Mandy Mandujano          | パイロット版で打ち切り                     |
| 2019年 - 2024年 | アンブレラ・アカデミー The Umbrella Academy        | ディエゴ・ハーグリーブズ | 主演、計36話出演 Netflixオリジナルシリーズ |
| 2023年          | ポーカー・フェイス Poker Face                      | ジミー                   | 第9話「雪夜の脱出」                        |
| 2023年          | モースト・デンジャラス・ゲーム Most Dangerous Game | ヴィクター・スエロ       | シーズン2主演、計12話出演                  |